# Bleskensgraaf en Hofwegen
Bleskensgraaf en Hofwegen is een voormalige Nederlandse gemeente in de provincie Zuid-Holland.
Deze gemeente ontstond op 1 september 1855 toen de gemeenten Bleskensgraaf en Hofwegen werden samengevoegd. Deze nieuwe gemeente werd vaak ook aangeduid als Bleskensgraaf c.a. of kortweg Bleskensgraaf. Bleskensgraaf en Hofwegen was 12,3 km² groot en had ongeveer 2400 inwoners toen het op 1 januari 1986 bij de fusie met de gemeenten Brandwijk, Goudriaan, Molenaarsgraaf, Ottoland, Oud-Alblas en Wijngaarden opging in de nieuwe gemeente Graafstroom. Later behoorde de plaats bij Molenwaard en sinds 2019 maakt Bleskengraaf deel uit van de gemeente Molenlanden.